# Консерваторія Трієсту
Державна музична консерваторія Трієсту імені Джузеппе Тартіні (італ. Conservatorio statale di musica Giuseppe Tartini) — вищий державний навчальний заклад музичної освіти в місті Трієсті (Італія). Належить до Міністерства освіти, університетів та наукових досліджень Італії. Названа у 1992 році з нагоди 300-річчя від дня народження на честь італійського скрипаля та композитора Джузеппе Тартіні, який народився неподалік від Трієсту. Консерваторія є членом Європейської асоціації консерваторій.

## Історія
На початку ХХ століття в Трієсті існували два вищі музичні заклади — Музичний ліцей Джузеппе Тартіні, заснований у жовтні 1903 року диригентом Філіппо Манарою, та Трієстський музичний інститут, пізніше названим Консерваторією Джузеппе Верді. У липні 1932 року два заклади були об'єднані в Трієстський музичний університет, який у 1943 році був дістав назву Музичний ліцей Трієсту (Liceo musicale triestino). Так звана «націоналізація» консерваторії була ухвалена законом 1958 року.
З 1954 року, після повернення Трієсту до Італії, консерваторію Тартіні розмістили в палаці Ріттмайєра, побудованому в 1863 році архітектором Джузеппе Бальдіні (1808—1877) для підприємця барона Карло Ріттмайера, який за заповітом його вдови Цецилії Ріттмайер (1831—1911) належить місту. У 1980-х роках будівля консерваторії була капітально відремонтована і в спеціальному підземному приміщенні був встановлений орган. У 1992 році, з нагоди 300-річчя від дня народження Джузеппе Тартіні, консерваторія відсвяткувала ювілей присвяченням нової зали істрійському композиторові. Реставрація була завершена в 2003 році.
Консерваторія нараховує 650 студентів, 90 штатних викладачів та понад 15 викладачів-контрактників і регулярно приймає італійських та іноземних музикантів для проведення семінарів і майстер-класів.